# 桃浜
桃浜（とうひん）は、和歌山県西牟婁郡白浜町にある遊園地アドベンチャーワールドで飼育されていたメスのジャイアントパンダである。父は永明、母は良浜であり、また双子の姉に桜浜がいる。そのほか永明と良浜の子供として、兄に永浜（2008年生まれ、2013年に中国へ）、海浜（2010年生まれ）、姉に梅浜（2008年生まれ、2013年に中国へ）、陽浜（2010年生まれ）、優浜（2012年生まれ）、妹に結浜（2016年生まれ）と彩浜（2018年生まれ）と楓浜（2020年生まれ）がいる。

## 経歴
- 2014年12月3日、アドベンチャーワールドが、前日の12月2日午後8時頃、良浜が体重がそれぞれ181グラム（桜浜）、186グラム（桃浜）の2匹のジャイアントパンダを出産したと発表した[2][7][5]。この2匹については、同年7月に永明と良浜が計3回の自然交配をしていることを、アドベンチャーワールドでは確認しており、その時の子供であるとアドベンチャーワールドは見立てているようである[2][8]。

- 同年12月19日、姉の桜浜とともに、一般公開が始まる[7]。当初の公開時間は1日に2度で午前10時20分からと午後2時40分からであったという[7]。因みに、この時点での桜浜の体重は482グラムであった[7]。なお、初日の公開では母親の良浜が桃浜と桜浜の2匹を抱きかかえる姿に、多数の来場者からかわいいという歓声が上がったという[7]。

- 2015年2月6日、双子パンダのうち、姉の名前を「桜浜」、妹の名前を「桃浜」とすることが発表された[5][6]。この命名は中国を代表する花である桃にちなんだ名前であるという。これに先立ち、1月31日までアドベンチャーワールドでは、この双子のパンダの命名について公募を行い、応募総数は1万件を超えたという。なおこの日時点での体重は3005グラムであったという[5]。

- 同年10月3日より、姉の桜浜とともに、屋外運動場での運動を始めるようになる[3]。またこの頃より、ミルク以外にリンゴも食べるようになった他、歯が永久歯に生え変わり始めた[3]。なお、この日の測定によれば体重は24.26キロであった[3]。

- 同年11月1日、計量記念日を記念し双子の姉の桜浜とともに体重測定を行ったところ27.9キロであった[9]。また11月6日には、桜浜ともども、竹を齧られるようにまで成長したため、母親の良浜と分けての飼育を行うようになったという[10][11]。

- 同年12月3日、1歳の誕生日を迎えたことを受けての誕生日会が行われ、桃浜・桜浜の二頭に、氷のケーキが振る舞われた[12]。

- 2016年3月3日には、桃浜・桜浜の2頭を祝うためのひな祭りが行われた[4]。当日は、ひし餅の代わりに、2頭の名前にちなんでの桜や桃の花びらをかたどって、ひなあられに見立て、様々な色のシロップを用いた氷が、2頭にプレゼントされた[4]。なお、この日アドベンチャーワールドからは、この頃には2頭とも、1日に10キロの竹を食し病気やけがもなく順調に育っているという事実が公表された[4][13]
- 2016年9月18日、妹の結浜が生まれ、さらに、2018年8月14日、妹の彩浜も生まれ、お姉さんとなった。
- 2017年4月下旬、兄姉にあたる海浜、陽浜、優浜が中国に旅立つ準備で検疫のためパンダラブに移動してきたため、6月中旬まで永明、良浜、結浜がいるブリーディングセンターで一時的に暮らしていた。また、双子の姉・桜浜とも別々に暮らしていた。
- 2023年2月、永明、桜浜、上野動物園のシャンシャンと共に中国へ帰国[14]。中国では「小桃子」（桃ちゃん）と呼ばれているという[15]。